# Johnson & Johnson
Ne doit pas être confondu avec S. C. Johnson ou Johnson Controls.
Pour les articles homonymes, voir Johnson.
Johnson & Johnson est une entreprise pharmaceutique américaine fondée en 1886. Elle produit du matériel pharmaceutique et médical, et fournit également des services connexes aux consommateurs ainsi qu'aux professionnels de santé.
Le siège social de la société est établi à New Brunswick, dans l’État du New Jersey. L’entreprise, qui possède 250 filiales, est présente dans 60 pays à travers le monde. Ses produits sont commercialisés dans plus de 175 pays. Le capital boursier de cette entreprise entre dans la composition du Dow Jones et cette société est recensée dans le « Fortune 500 ».
Johnson & Johnson possède de nombreuses marques de médicaments et de fournitures de premier secours. Ses principaux concurrents sont GlaxoSmithKline, Pfizer, Procter & Gamble et Sanofi-Aventis.

## Histoire

### Débuts

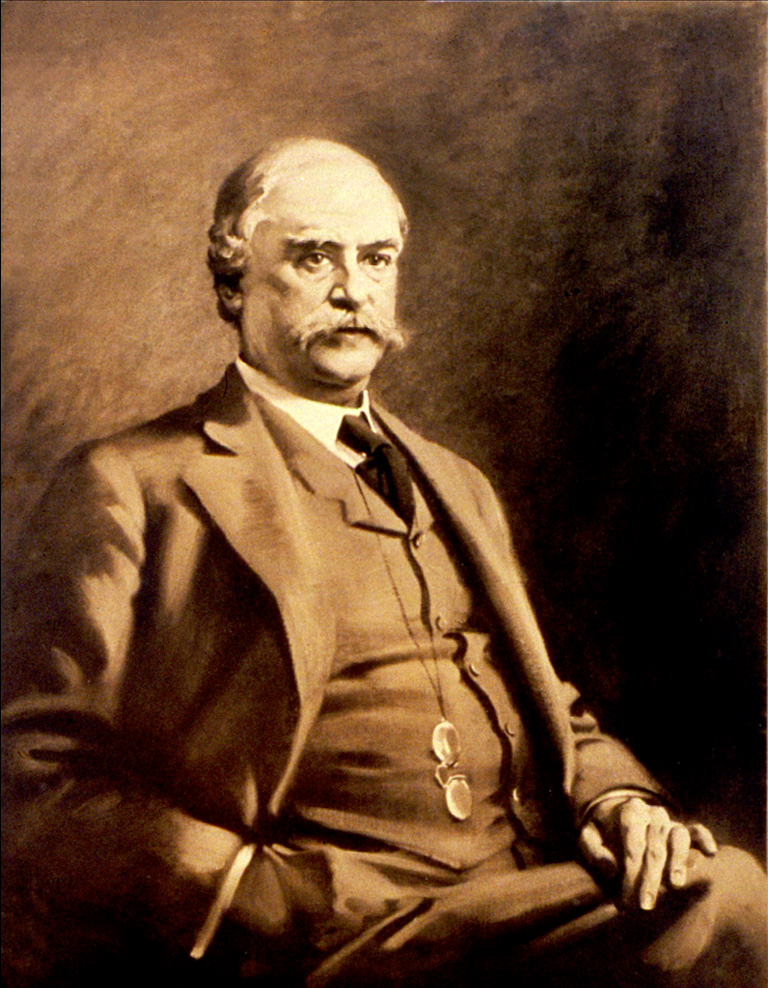
Robert Wood Johnson I (1845-1910).

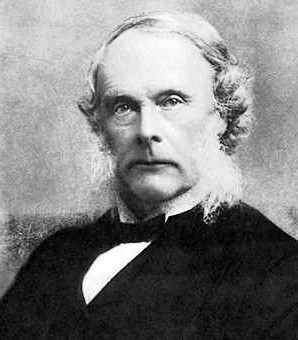
Joseph Lister (1827-1912).

En 1864, Robert Wood Johnson part travailler à New York pour Roushton & Aspinwall. Il y rencontre alors George J. Seabury et ensemble ils décident de se lancer eux-mêmes dans les affaires sous le nom de Seabury & Johnson. Mais les relations entre les deux partenaires n'étaient pas toujours au beau fixe : ils se querellaient, en particulier au sujet de l'utilisation des bénéfices de la firme. La querelle ne s'arrangea pas lorsque Seabury fit embaucher son frère cadet, ce qui servit d'argument pour Johnson afin de faire de même avec son frère Edward en 1876, puis James en 1878. Seabury s'inquiétait alors de perdre sa place si l'ensemble de la fratrie Johnson (cinq frères au total) venait à entrer dans l'entreprise[réf. souhaitée].
L'histoire de la firme Johnson & Johnson commence en 1876, alors que Robert Wood Johnson assiste à une conférence de Joseph Lister, alors en visite aux États-Unis, sur les bienfaits des antiseptiques pour les opérations chirurgicales. Contrairement à beaucoup de ses contemporains, Robert Wood Johnson n'a jamais remis en question les travaux de Lister. Convaincu dès 1876, il mûrit pendant plusieurs années l'idée d'une application pratique à la découverte du chirurgien[réf. souhaitée].
Après avoir écouté Joseph Lister en 1876, Robert Wood Johnson pensait de plus en plus à quitter Seabury & Johnson, alors que sa relation avec Seabury se dégradait, pour créer la première fabrique de bandages chirurgicaux stériles. C'est en 1885 qu'il est rejoint par ses frères, James et Edward, dans son projet de créer un nouveau type de bandages prêts à l'emploi et conditionnés, de manière à éviter tout risque de contamination[réf. souhaitée].
Bien que ce fût Robert qui en eut l'idée, ce sont ses deux jeunes frères qui se lancèrent les premiers dans le projet. Ils quittèrent Seabury & Johnson au début de l'année 1886 et c'est de leur partenariat que naquit l'entreprise Johnson & Johnson. Une fois qu'il fut dégagé de ses obligations envers Seabury & Johnson, Robert Wood Johnson vint rejoindre ses deux frères à New Brunswick pour prendre la tête de l'entreprise, qu’il fit croitre grâce à ses talents d’entrepreneur, sa forte personnalité et ses capitaux[réf. souhaitée]. Les premières années de la firme furent celles de sa croissance rapide qui en fit un leader sur le marché américain de la santé[réf. nécessaire].
En 1886, Johnson & Johnson fabrique ses premiers produits. L'entreprise n'emploie que 14 personnes et possède un seul bâtiment à New Brunswick. En 1887, la société est déclarée légalement comme incorporation sous le nom de « Johnson & Johnson ». En 1888, la société réalise un chiffre d’affaires de 25 000 $ par mois[réf. souhaitée]. En 1889, l'agence Gilmour Brothers distribue les produits J&J Inc. au Canada[réf. souhaitée]. De 1890 à 1891, un laboratoire de recherche sur les bactéries est ouvert et J&J se lance dans la production de pansements en coton et en gaze qui ne soient plus simplement aseptisés à l'aide d'antiseptique, mais stérilisés par la chaleur[réf. souhaitée]. En 1893, la gamme de produits pour bébé Johnson's Baby est créée avec l'invention de la poudre pour bébé Johnson's Baby Powder. En 1899, avec la collaboration de nombreux chirurgiens américains, J&J développe la production d'un nouveau type de pansements adhésifs contenant de l'oxyde de zinc, qui devient très utile en chirurgie grâce à ses qualités adhésives et non irritantes[réf. nécessaire].

### Expansion et internationalisation

#### XXesiècle
En 1905, l'entreprise réalise sa première acquisition importante : celle de la « J. Ellwood Lee Company of Conshohocken » de Pennsylvanie, une des sociétés majeures dans la fabrication de produits de santé au début du XXe siècle et un concurrent direct de la société aux États-Unis. En même temps, le cofondateur de l'entreprise, Edward Mead Johnson avait quitté J&J depuis la fin du XIXe siècle pour créer l'« American Ferment Company », qui devient en 1905 la « Mead Johnson & Company ».
En 1907, le nombre des employés s'élève à 1 000 personnes et la société acquiert 35 bâtiments dont plusieurs usines, des entrepôts, des bureaux et des docks à New Brunswick et à Highland Park dans le New Jersey. En plus du transport par chemin de fer, ses produits sont transportés par bateaux à vapeur sur le Raritan de New Brunswick à New York[réf. souhaitée]. En 1908, 2 500 personnes sont employées par la société[réf. souhaitée].
En 1910, l'entreprise est en deuil lorsque Robert Wood Johnson meurt soudainement de la maladie de Bright le 7 février. Ses funérailles réunissent plus de mille employés de J&J, des membres du conseil municipal, d'associations caritatives et des hommes d'église pour lui rendre un dernier hommage. Le cortège funèbre remplit la route longue d'un mile qui séparait l'église du cimetière d'Elmwood[réf. nécessaire]. Au moment de la disparition de Robert Wood Johnson, des doutes planèrent quant au futur de J&J, tant la gestion et le travail de son premier président comptèrent pour sa réussite. Mais l'entreprise possédait déjà une équipe de managers compétents, qui furent tout à fait en mesure de prendre la succession de la direction. Au premier rang parmi eux, le frère de l'ancien dirigeant, James Wood Johnson, fut élu président de la direction le 18 février 1910 et continua l’œuvre de son frère avec la même politique. Durant cette période, la direction entreprit la diversification et débuta l'internationalisation de J&J.
En 1918, J&J participe à l'effort de guerre en produisant des quantités massives de produits de soin envoyés aux soldats combattant en Europe pendant la Première Guerre mondiale. Lorsque l'épidémie de grippe espagnole atteint les États-Unis à la fin de l'été, J&J fabrique des masques en gaze pour restreindre la prolifération de ce fléau. L'Armistice signée en novembre, J&J reçoit les remerciements élogieux du ministère de la guerre américain et du directeur de l'Administration de l'aide américaine, Herbert Hoover, pour son aide lors du conflit et son soutien dans la lutte contre la famine[réf. nécessaire].
En 1919, J&J créé sa première filiale à l'étranger, au Canada, dans la province de Québec, à Montréal. En 1920, l'invention du pansement adhésif et de la marque Band-Aid permet à J&J de diversifier sa gamme de produits[réf. nécessaire].
En 1923, les deux fils de Robert Wood Johnson, R. Wood Johnson II et J. Seward Johnson, font un voyage autour du monde et reviennent aux États-Unis avec la conviction de devoir internationaliser sérieusement J&J. Dans un premier temps, J. Wood Johnson y fut opposé. Il avait peur que cela mette en péril les exportations de J&J. Mais l'influence de plus en plus grandissante de son neveu dans l'entreprise finit par le faire changer d'avis[réf. nécessaire]. En 1924, J&J implante sa première filiale hors du continent américain, Johnson & Johnson Ltd., au Royaume-Uni[réf. nécessaire]. En 1930, c'est au tour du Mexique et de l'Afrique du Sud, puis de l'Australie en 1931[réf. nécessaire].
Le fils de Robert Wood Johnson, Robert Wood Johnson II, fait partie de l'équipe dirigeante de J&J depuis 1914 ; il n'a alors que 21 ans, mais accompagnait déjà son père pendant son travail lorsqu'il était plus jeune. Il gagne le surnom de « général Johnson » après avoir servi sous le grade de général de brigade pendant la Seconde Guerre mondiale[réf. nécessaire].
Homme d'affaires novateur et philanthrope comme son père, c'est grâce à Robert Wood Johnson II que la firme accède à un niveau supérieur en devenant le plus gros conglomérat industriel mondial de produits de santé et de soins médicaux.
Il lance une politique importante de diversification et de décentralisation de la direction au profit des nombreuses filiales de J&J. Son credo de responsabilité de l'entreprise vis-à-vis des travailleurs lui vaut en 2005 d'être intégré de manière posthume au « Labor Hall of Fame » par le Département du Travail des États-Unis en remerciement de sa contribution pour l'amélioration des conditions de vie des travailleurs américains[réf. nécessaire].
En 1947, J&J installe d'une nouvelle usine à Montréal sur un terrain de 55 acres, rue Notre-Dame Est[réf. souhaitée]. En 1956, J&J implante sa première filiale en Suède[réf. souhaitée].
En 1959, J&J acquiert la firme américaine McNeil Laboratories (en) et de son médicament antidouleur, le Tylenol, qui est devenu depuis un des produits majeurs de J&J. En 1961, J&J implante sa première filiale au Japon[réf. souhaitée]. En 1963, Robert Wood Johnson cède sa place de directeur. Il continue cependant à jouer un rôle dans le groupe jusqu'à sa mort, survenue le 30 janvier 1968 alors qu'il était âgé de 74 ans. Il est enterré dans le cimetière d'Elmwood. Sa fortune est presque entièrement reversée à la fondation portant son nom. Ce don s'élevait à 400 000 000 $. La fondation Robert Wood Johnson est aujourd'hui la cinquième association philanthropique des États-Unis.
En 1973, J&J implante sa première filiale en Grèce[réf. souhaitée]. En 1981, J&J implante sa première filiale en Corée[réf. souhaitée]. En 1982, sept décès sont causés par les gélules Extra-Strength Tylenol[réf. nécessaire]. En 1985, J&J implante sa première filiale en Égypte[réf. souhaitée].
Dans les années 1980, J&J collabore avec la dictature militaire au Brésil en lui transmettant des informations sur les activités des militants syndicaux de l'entreprise. Ces informations sont utilisées par la police pour surveiller, harceler et arrêter les syndicalistes afin d'empêcher l'organisation de grèves.
En 1998, une restructuration du groupe entraîne la fermeture de 36 usines sur 158 unités dans le monde et la suppression de 4 100 emplois sur 94 000.

#### XXIesiècle
En 2007, Johnson & Johnson rachète l'activité pharmaceutique sans ordonnance de Pfizer. En 2009 et en 2011, Johnson & Johnson rachète le groupe américain Mentor puis le groupe suisse Synthes pour un montant de 21,3 milliards de dollars, soit environ 18,7 milliards de francs suisses, deux entreprises produisant des prothèses osseuses, des implants et des instruments chirurgicaux.
En août 2013, Johnson & Johnson rachète l'entreprise Aragon Pharmaceuticals pour près d'un milliard de dollars. En janvier 2014, J&J vend sa filiale Ortho Clinical Diagnostics, filiale spécialisée dans les dépistages sanguins et les tests immunodiagnostiques et chimiques, à Carlyle Group pour 4,15 milliards de dollars. En septembre, J&J acquiert l'entreprise pharmaceutique Alios BioPharma, spécialisé dans le domaine des infections respiratoires, pour 1,75 milliard de dollars.
En mars 2015, Cardinal Health acquiert Cordis, une technologie d'équipements cardiaques appartenant à J&J, pour 1,9 milliard de dollars. En août 2015, J&J vend ses substituts au sucre, vendu sous la marque Splenda, à Heartland Food Products.
En juin 2016, Johnson & Johnson annonce l'acquisition pour 3,3 milliards de dollars de Vogue International, un fabricant américain de shampoing et de produits d'hygiènes au travers des marques OGX et FX. En septembre 2016, Abbott annonce la vente de ses activités d'ophtalmologie à Johnson & Johnson pour 4,3 milliards de dollars. À la fin de l'année 2016, Johnson & Johnson a tenté d'acquérir Actelion, via une offre de 26 milliards de dollars, offre qui est relevée en janvier 2017 à 30 milliards de dollars. En mars 2018, Johnson & Johnson vend sa filiale LifeScan, spécialisée dans le diabète, pour 2,1 milliards de dollars, à un fonds d'investissement. En juin 2018, Johnson & Johnson annonce la vente de ses activités dans la stérilisation de matériel pour 2,7 milliards de dollars à Fortive. En octobre 2018, Johnson & Johnson annonce l'acquisition de Ci:z, une entreprise japonaise de maquillage pour 2,1 milliards de dollars, dont il détenait déjà une participation de 20 %. En février 2019, Johnson & Johnson annonce l'acquisition de l'entreprise de robotique chirurgicale Auris pour 3,4 milliards de dollars. En décembre 2019, Johnson & Johnson annonce l'acquisition de Verb Surgical auprès d'Alphabet. En août 2020, Johnson & Johnson annonce l'acquisition de Momenta Pharmaceuticals, entreprise spécialisée dans les traitements contre maladies auto-immunes, pour 6,5 milliards de dollars.
En août 2020, l'entreprise annonce l'achat de Momenta Pharmaceuticals, une entreprise spécialisée dans le traitement des maladies auto-immunes.
En février 2021, Johnson & Johnson annonce que sa filiale belge, Janssen, a développé un vaccin contre la Covid-19. La demande officielle d'autorisation conditionnelle de mise sur le marché est déposée le 16 février 2021 auprès de l'Agence Européenne des Médicaments (EMA). Le 11 mars 2021, l'EMA valide le vaccin de Janssen, qui devient alors le 4e vaccin contre la Covid-19 autorisé en Europe ainsi que le premier à pouvoir être utilisé en une seule dose.
En août 2021, l'entreprise annonce que son PDG Alex Gorsky va laisser sa place à Joaquin Duato à partir du 3 janvier 2022.
En novembre 2021, Johnson & Johnson annonce vouloir scinder ses activités dans les produits d'hygiène et dans les médicaments sans ordonnance.
En novembre 2022, Johnson & Johnson annonce l'acquisition pour 16,6 milliards de dollars d'Abiomed, spécialisée dans le matériel médical pour le système cardiaque.
En avril 2024, Johnson & Johnson annonce l'acquisition pour 13,1 milliards de dollars de Shockwave Medical, spécialisée dans le traitement de maladie artérielle de manière peu invasive. En mai 2024, Johnson & Johnson annonce l'acquisition pour 1,25 milliard de dollars de Numab Therapeutics, une entreprise américaine de dermatologie spécialisée dans l'eczéma.
En janvier 2025, Johnson & Johnson annonce l'acquisition pour 14,6 milliards de dollars de Intra-Cellular, spécialisée dans les médicaments contre le trouble du comportement (schizophrénie, dépression, bipolarité, etc).

## Implantations

### Amérique du Nord

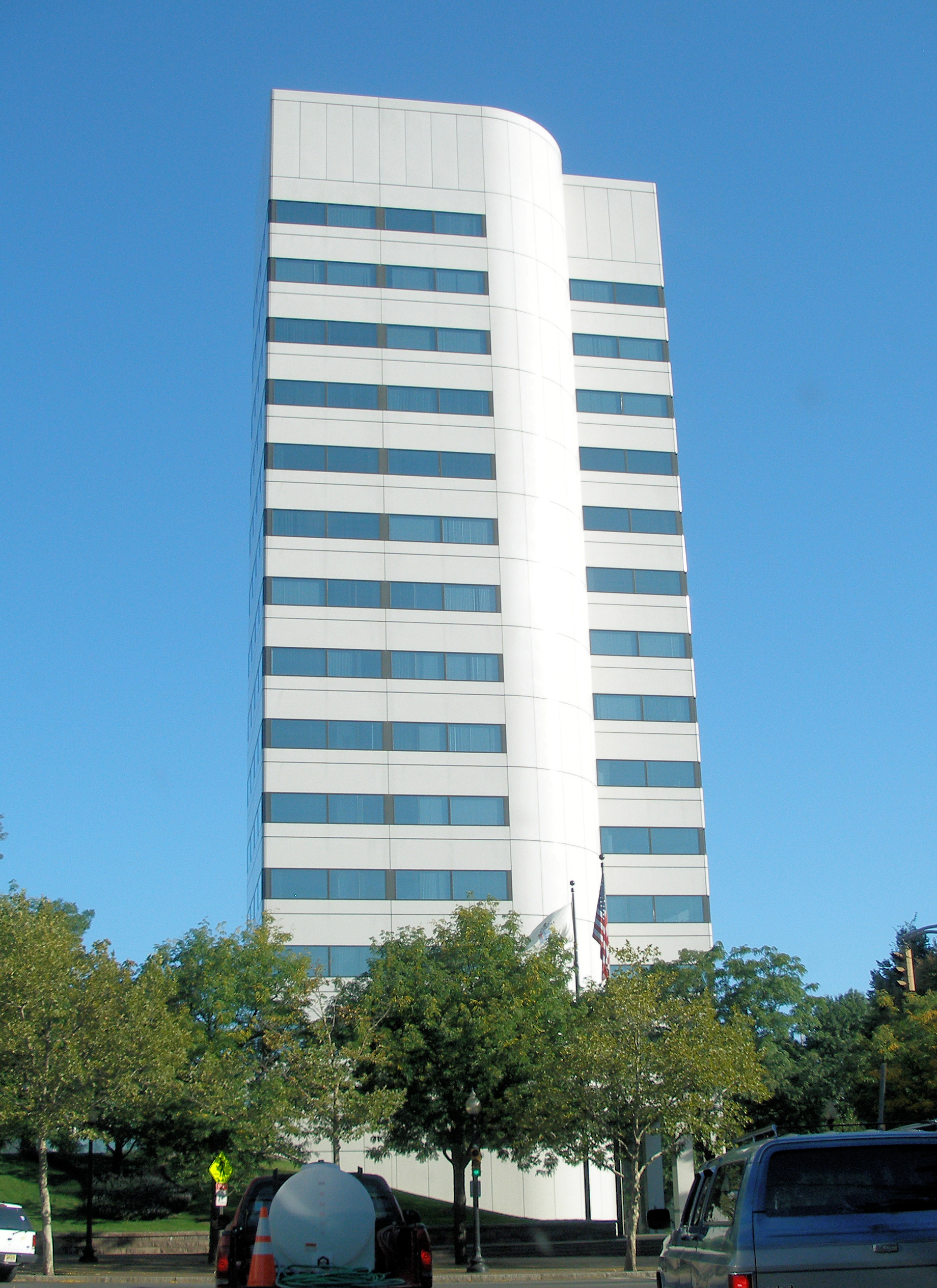
Siège social de J&J, au 1 Johnson & Johnson Plaza à New Brunswick dans le New Jersey.

L'emplacement historique de la société se situait près du canal Delaware et Raritan à New Brunswick. Dans les années 1960, la société envisagea de déménager son siège social, mais resta finalement à New Brunswick après la promesse faite par la mairie de gentrifier le centre-ville[réf. souhaitée].
Bien que la ville ait perdu une partie de son héritage historique, la gentrification la rendit à nouveau attractive et permit un retour au développement. J&J fit alors appel à Henry N. Cobb, un des architectes associés de Pei Cobb Freed & Partners pour dessiner les plans d'une extension de son siège social. Plutôt qu’une tour monumentale, l’architecte conçut un ensemble de huit bâtiments intégré au tissu urbain. Une tour profilée de seize étages fut construite, accompagné par sept immeubles de quatre étages, situés au milieu d'un parc accessible par le réseau de transport en commun du New Jersey Transit et pouvant accueillir 800 employés. La construction s'acheva en 1983 et reçut le prix de la Chambre du Commerce et de l'Industrie du New Jersey.
Un hôpital de New Brunswick porte le nom de Robert Wood Johnson[réf. souhaitée].

### France

#### Actuellement
Le siège social de Johnson & Johnson est situé à Issy-les-Moulineaux dans les Hauts-de-Seine (1, rue Camille-Desmoulins). Cette filiale compte environ 4 000 collaborateurs et atteint un chiffre d’affaires de 1,8 milliard d'euros[réf. souhaitée]. Le groupe compte 3 divisions : consumer (Johnson & Johnson Santé Beauté France), medical devices (Johnson & Johnson Medical SAS et Visioncare), et pharmaceutical (Janssen Cilag).
J&J dispose d'un site de production dans la Marne, à Sézanne, d'un site de recherche et développement à Val-de-Reuil (Normandie) et d'un site regroupant logistique, service client et service qualité à Saint-Priest (Rhône).
En France, J&J distribue ses marques auprès des pharmacies et parapharmacies (parmi celles-ci, figurent entre autres Aveeno, Biafine, Neutrogena, RoC, Compeed, Actifed, Nicorette, Hextril, Listerine, Imodium, Microlax, Lansoÿl et Titanoréine[réf. souhaitée]), ainsi que dans les réseaux de grande distribution (Neutrogena (Visibly Clear…), Laboratoires Vendôme, Le Petit Marseillais, Prim'âge (gamme de produits pour l'hygiène et les soins de bébé), mais aussi Vania, Nett et Listerine[réf. souhaitée]).

#### Anciennes implantations
L'historique des sites ayant appartenu à Johnson & Johnson et à ses filiales permet de mettre en lumière la politique d'acquisitions et de rationalisation qu'a menée le groupe depuis toujours. Fin 2006, lors de la reprise de l'activité pharmaceutique sans ordonnance de Pfizer, le groupe hérite des marques françaises Hextril, Alodont et Microlax et de l'usine qui les fabrique, à Orléans. Elle sera revendue en 2009 au groupe grec Famar.
En 2010, le groupe décide de fermer l'usine de Bornel (Oise), dont il est nouvellement propriétaire à la suite du rachat de l'Américain Mentor un an auparavant. Cette usine sera reprise par son fondateur début 2011.
En 2014, Johnson & Johnson se sépare d'un de ses deux centres de recherche et développement, situé à Martillac près de Bordeaux.

### Allemagne
- Johnson & Johnson Consumer à Düsseldorf[réf. souhaitée]
- Johnson & Johnson HealthCare à Wuppertal[réf. souhaitée]
- Janssen-Cilag à Neuss[réf. souhaitée]
- Ethicon à Norderstedt et sites de production affiliés[réf. souhaitée]
- McNeil Consumer Health à Bad Honnef[réf. souhaitée]
- Cordis Med. App. GmbH à Langenfeld[réf. souhaitée]

### Belgique
- Janssen Pharmaceutica European Distribution Center à La Louvière
- Johnson & Johnson European Distribution Center à Courcelles
- Janssen Pharmaceutica et Johnson & Johnson Pharmaceutical Research and Development à Beerse[réf. souhaitée]
- Janssen-Cilag et Johnson & Johnson Consumer à Berchem (Anvers)[réf. souhaitée]
- Tibotec à Malines[réf. souhaitée]
- Johnson & Johnson Health Care Consumer à Beerse.

### Suisse
- DePuySynthes à Soleure[réf. souhaitée]
- Johnson & Johnson Consumer à Zug[réf. souhaitée]
- Janssen-Cilag AG à Baar[réf. souhaitée]
- Cilag AG à Schaffhouse[réf. souhaitée]
- Janssen-Cilag et McNeil Comsumer Health à Zug[réf. souhaitée]
- Johnson & Johnson dans le canton de Neuchâtel, société répartie sur six sites, environ 1 350 employés fin 2010, 1,4 milliard de francs suisses[réf. souhaitée] :
  - Ethicon Sàrl, DePuy Mitek et ASP à Neuchâtel et Marin[réf. souhaitée]
  - Une petite dizaine de sociétés au Locle et à La Chaux-de-Fonds répartis sur quatre sites : Medos SA, Medos International Sàrl, Codman, Codman Neuro Sciences, DePuy Trauma, DePuy Spine, DePuy Motion, Obtech.[réf. souhaitée]

### Autriche
- Johnson & Johnson Consumer à Hallein[réf. souhaitée]
- Janssen Cilag Pharma et Johnson & Johnson Medical à Vienne[réf. souhaitée]

## Activités
- Produits pharmaceutiques : médicaments destinés au traitement des maladies cardio-vasculaires, oncologiques, gastro-intestinales, immunitaires, neurologiques, dermatologiques.
- Produits et équipements médicaux : systèmes de diagnostic, produits orthopédiques et gynécologiques, matériel chirurgical, etc. destinés aux professionnels de la santé.
- Produits de grande consommation, produits ophtalmologiques, nutritionnels, de soins de la personne, d'hygiène féminine, de soins pour bébés.

## Filiales
Johnson & Johnson est un groupe très diversifié et possède au moins 250 filiales que l'on regroupe sous le nom de Johnson & Johnson Family of Compagnies.

## Image et stratégie de communication

### Logo

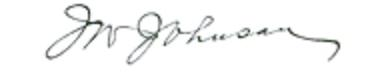
Signature de James Wood Johnson.

Le logo actuel est inspiré de la signature de James Wood Johnson[réf. souhaitée].

### Utilisation du symbole de la Croix-Rouge

Drapeau de la Croix-Rouge.

Johnson & Johnson déposa l'emblème croix rouge comme une marque commerciale américaine de « pansements chirurgicaux et à usage thérapeutique » en 1905, mais l'entreprise se servait déjà de ce symbole depuis 1887. Le Comité International de la Croix-Rouge l'utilise officiellement depuis la ratification de la 1re Convention de Genève en 1864 (en réalité elle l'utilise depuis la bataille de Solférino en 1859), et autorise la Croix-Rouge américaine à s'en servir depuis 1881.
La convention de Genève réserve les emblèmes de la Croix-Rouge pour les unités sanitaires de la Croix-Rouge et du service de santé des forces armées, elle fut ratifiée par les États-Unis en 1882. Cependant, la loi américaine (la clause 18 U.S.C. 706) légalise le cas de ceux qui utilisaient ce symbole comme une marque commerciale avant de cette loi. Pourtant la Ire Convention de Genève fut ratifiée par les États-Unis antérieurement à cette loi, de ce fait l'emblème est propriété du mouvement international de la Croix-Rouge et du Croissant-Rouge et, selon le Droit international humanitaire, il peut également servir à protéger les installations sanitaires en cas de guerre. J&J tenta une action en justice contre la Croix-Rouge Américaine, demanda le retrait de ses produits et des dommages et intérêts, mais voyant que le procès ne tournait pas en sa faveur, J&J retira sa plainte. L'opinion publique américaine fut également hostile à cette action en justice contre la Croix-Rouge. D'autant que J&J disposait d'un logo très connu, pouvant faire croire qu'il était à l'origine d'action humanitaire.
ARTICLE 38 (Convention de Genève) : Par hommage pour la Suisse, le signe héraldique de la croix rouge sur fond blanc, formé par interversion des couleurs fédérales, est maintenu comme emblème et signe distinctif du Service sanitaire des armées. [...] ARTICLE 42 : Le drapeau distinctif de la Convention ne pourra être arboré que sur les formations et les établissements sanitaires qu'elle ordonne de respecter et seulement avec le consentement de l'autorité militaire. [...] ARTICLE 44 : L'emblème de la croix rouge sur fond blanc et les mots « croix rouge » ou « croix de Genève » ne pourront, à l'exception des cas visés dans les alinéas suivants du présent article, être employés, soit en temps de paix, soit en temps de guerre, que pour désigner ou protéger les formations et les établissements sanitaires, le personnel et le matériel protégés par la présente Convention [...]

### Stratégie de communication
En 1888, Johnson & Johnson publie un livre, Modern methods of antiseptic wound treatment (méthodes modernes du traitement des blessures à l'aide d'un antiseptique), qui reste plusieurs années durant le texte de référence en la matière[réf. nécessaire].

## Marques
Bien que connue essentiellement en Amérique du Nord, cette diversité de marques et de produits entre dans la stratégie internationale de la firme, qui se définit comme étant « dans le monde, le fabricant fournissant aussi bien la gamme de produits la plus complète et la plus large en matière de soins médicaux que les services s'y rapportant, afin de satisfaire les marchés des consommateurs, de la pharmaceutique et des professionnels »[réf. nécessaire].

### Band-Aid

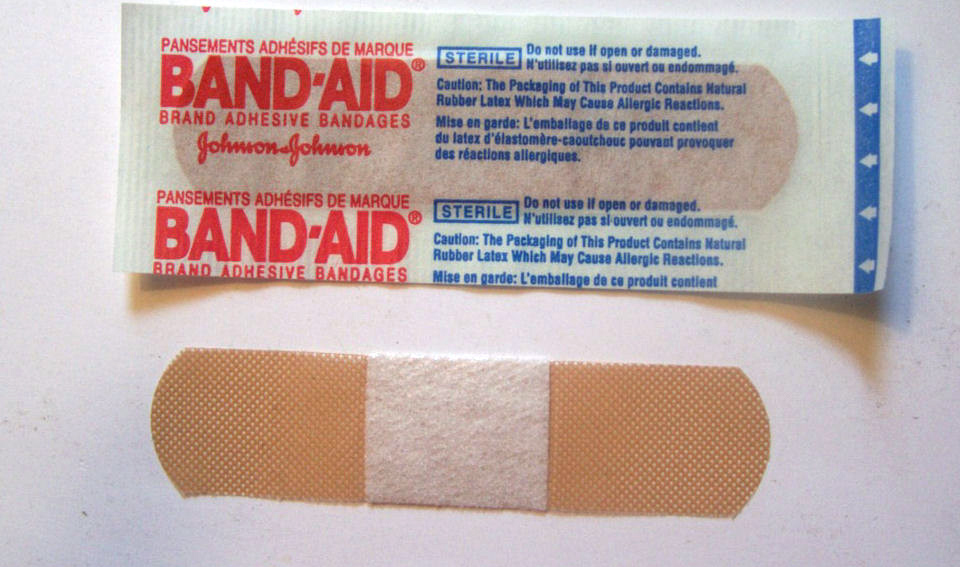
Pansements de la marque Band-Aid.

Band-Aid est une marque américaine de pansements utilisés pour couvrir les blessures légères, marque déposée par J&J.
Pour la majorité des consommateurs américains, canadiens, brésiliens et australiens cependant, elle est devenue le nom générique qui désigne par extension tous les bandages adhésifs de ce type[réf. souhaitée]. L'expression « Band-aid » est aussi devenue courante lorsqu'on parle en anglais d'une solution qui s'avère insuffisante, voire inefficace[réf. souhaitée].
Le pansement a été inventé en 1920 par Earle Dickson, un employé chez Johnson & Johnson, pour sa femme. Le prototype permettait à celle-ci de panser ses plaies sans l'aide de personne. Dickson, qui habitait alors à Highland Park dans le New Jersey, fit part de son invention à son employeur qui se lança alors dans la production et la mise sur le marché du produit sous le nom de « Band-Aid ». Dickson eut une carrière florissante chez J&J, il en devint le vice-président avant de prendre sa retraite[réf. souhaitée].
Les premiers pansements étaient faits à la main et ne touchèrent qu'un public restreint. À partir de 1924, J&J se dota de la première machine produisant de pansements Band-Aid stériles. Pendant la seconde Guerre mondiale, des millions de ces pansements furent transportés par bateau à l'étranger[réf. souhaitée].
C'est en 1951 que les premiers pansements décoratifs sont mis sur le marché. Ils continuent aujourd'hui à avoir beaucoup de succès. Les motifs de ces pansements reprennent, par exemple, les personnages de Batman ou de Snoopy[réf. souhaitée].
J&J fabrique une large gamme de produits sous la marque Band-Aid. Cela va des pansements liquides aux pansements aidant à la cicatrisation. Leurs productions récentes incluent des pansements flexibles de formes variés, de même que des pansements qui résistent à l'eau et qui peuvent être porté plus longtemps. En plus des pansements classiques, la société produit également un gel contre les brûlures que l'on applique soit séparément, soit qui est déjà contenu dans certains de ses pansements[réf. souhaitée].
Cette marque a notamment pour concurrente la marque Nexcare de la société 3M[réf. souhaitée].

### Autres marques
- Acuvue : toute première[réf. nécessaire] marque de lentilles de contact jetables, commercialisée en 1986. Celles-ci sont fabriquées par Vistakon dont le siège social se situe à Jacksonville, en Floride. Toutes les usines Vistakon sont situées aux États-Unis, sauf une seule usine à Limerick en Irlande[réf. souhaitée].
- Aveeno : Sous cette marque, la filiale du même nom commercialise des produits de soin pour la peau[réf. souhaitée].
- Carefree : Protège-slips vendus par Stayfree.
- Clean & Clear[46] : est une gamme de produits dermatologiques. Créé en 1957 par la firme Revlon, elle est rachetée par Johnson & Johnson en 1991. La gamme originale des produits comprenait des shampoings, des après-shampoings et des soins pour le visage. J&J a fait se spécialiser la marque dans les produits contre l'acné. Ceux-ci sont similaires, à des prix inférieurs, à ceux de la marque Neutrogena[réf. souhaitée]. Clean & Clear est actuellement mis en vente dans 41 pays[réf. souhaitée].
- Le Petit Marseillais : marque de savon, gel douche et shampoing appartenant aux Laboratoires Vendôme, rachetés par J&J en 2006.
- K-Y : « K-Y Jelly » (jelly signifie « gelée » en anglais), connu également sous le nom de Panista Jelly, est un lubrifiant anatomique soluble dans l'eau. Les initiales « K-Y », qui font l'identité de la marque, sont connues pour avoir été choisies arbitrairement et ne veulent rien dire[réf. souhaitée].

Créé en janvier 1904 par Van Horn & Sawtell, un fabricant de produits pharmaceutiques et chirurgical à New York, puis racheté par Johnson & Johnson, le K-Y Jelly devait servir à l'origine de lubrifiant chirurgical et était souvent choisi par les médecins parce que sa composition de base était d'origine naturelle[réf. souhaitée].
Aujourd'hui, ce produit sert surtout de lubrifiant sexuel. Il ne réagit pas avec les préservatifs en latex ou les jouets sexuels en silicone et en caoutchouc. Tout en ne présentant pas de risque en cas d'ingestion, ce lubrifiant a un goût neutre et ne gêne pas la fellation. Il est toutefois épais et a tendance à sécher pendant son usage, mais il peut être « réactivé » en y ajoutant de la salive ou plus d'eau. Le K-Y Jelly ne contient aucun spermicide. Un dérivé qui contenait du nonoxynol-9 était disponible à la vente, mais il en a été retiré par J&J après qu'il fut prouvé que cela pouvait contribuer à la prolifération du virus du Sida. Ce produit peut aussi servir à lubrifier un thermomètre pour une prise de température rectale[réf. souhaitée].
- Neutrogena[47] : marque américaine créée en 1930. Son siège social se situe à Los Angeles, en Californie. Elle vend essentiellement des produits contre l'acné, les effets du vieillissement et du soleil sur la peau, des produits pour les soins du visage, du corps et des cheveux, une gamme de produits pour les hommes, et des cosmétiques. Elle a été acquise par Johnson & Johnson en 1994[48].

Son slogan est « recommandé par les dermatologistes »[réf. nécessaire].
- Rembrandt[49] : marque de produits pour « la santé et la beauté du sourire »[réf. souhaitée] - elle vend des dentifrices et de produits comme les « bandes blanchissantes » (bandes qu'on applique sur les dents afin de les rendre plus blanches).
- RoC : en 1993, le groupe Johnson & Johnson[50] rachète RoC à LVMH[51]. Johnson & Johnson a revendu Roc a gryphon investors en 2020.

En 1943, Jean-Charles Lissarague prend la direction de la pharmacie Rogé Cavaillès, spécialisée en dermatologie. Lissarague allie son métier de pharmacien et l'élaboration de produits cosmétiques,. En 1950, il crée les premières formules de produits cosmétiques sans parfum, c’est la naissance d’une nouvelle marque qu’il nommera RoC, qui à l’origine est une contraction de « Rogé Cavaillès ». La marque RoC distribue essentiellement des produits pour la santé de la peau. Des produits d’hydratation, contre le vieillissement de la peau, les vergetures et la cellulite ainsi que des produits de protection solaire. Tous les produits sont testés cliniquement et basés sur les technologies Retinol, « THPE », « Ferverfiew » et « e-pules ».
RoC a été primé deux fois pour son produit Sublime Energy. La marque a remporté le prix Marie-Claire de l'Excellence de la Beauté 2011 ainsi que le prix Santé Magazine Beauté Santé 2011.
RoC a également lancé, en 2006, une gamme de produits pour hommes nommée RoC Mencode. Aujourd'hui cette gamme n'existe plus. Elle était composée d'hydratants après rasage, de nettoyants après rasage et de produits anti-rides.
Des tests cliniques sont effectués par des dermatologues pour chaque produit. Les produits RoC sont vendus en pharmacie ou parapharmacie.
- Stayfree[65] : marque de produits d'hygiène féminine comprenant les serviettes hygiéniques, les protège-slips et les lingettes hygiéniques pour la toilette intime.
- Tylenol[66] : marque d'antalgiques crée en 1955 qui contiennent du paracétamol et servent à atténuer la douleur, faire tomber la fièvre, et à soulager les symptômes des réactions allergiques du rhume, de la toux et de la grippe.

Le Tylenol est commercialisé par une filiale de Johnson & Johnson, la firme McNeil Consumer Heathcare. Aujourd'hui, la marque demeure le premier vendeur d'antidouleur sur le marché nord-américain[réf. souhaitée].
- Vino Kolafra[67] : Johnson & Johnson et Coca-Cola ont deux points communs : leur année de fondation et la commercialisation d'une boisson au cola[réf. souhaitée]. Le Vino Kolafra était une boisson énergisante faite d'un mélange de vin de xérès et d'extraits de noix de kola. Elle n'eut toutefois pas le même succès que le Coca-Cola et sa production s'arrêta dès la fin du XIXe siècle[réf. souhaitée].

## Gouvernance et actionnariat

### Présidence du conseil d'administration
- Robert Wood Johnson I (1887–1910)
- James Wood Johnson (1910–1932)
- Robert Wood Johnson II (1932–1963)
- Philip B. Hofmann (1963–1973)
- Richard B. Sellars (1973–1976)
- James E. Burke (1976–1989)
- Ralph S. Larsen (1989–2002)
- William C. Weldon (2002–2012)
- Alex Gorsky (2012–2022)
- Joaquin Duato (2023- ...)

### Principaux actionnaires
Liste des principaux actionnaires au 19 février 2022 :
| Actionnaire                                        | %      |
| -------------------------------------------------- | ------ |
| The Vanguard Group                                 | 8,92 % |
| SSgA Funds Management                              | 5,40 % |
| BlackRock Fund Advisors                            | 2,23 % |
| Geode Capital Management                           | 1,69 % |
| Northern Trust Investments (Investment Management) | 1,30 % |
| Capital Research & Management                      | 1,24 % |
| Wellington Management                              | 1,23 % |
| State Farm Investment Management                   | 1,20 % |
| Norges Bank Investment Management                  | 1,05 % |
| Massachusetts Financial Services (en)              | 1,02 % |

## Mises en cause et controverses

### Affaire Tylenol
Le 29 septembre 1982, sept personnes sont retrouvées mortes à Chicago après avoir ingérées du Tylenol contaminé au cyanure, un antalgique antipyrétique non salicylé (paracetamol - acétaminophène) commercialisé par Johnson & Johnson. La firme fit rappeler tous les produits de ce type aux États-Unis.
Le crime n'a jamais été résolu et les ventes de Tylenol se sont effondrées. Cette crise prend fin pour la marque quelques années après[Quand ?]. L'action de la firme face à cette crise est généralement considérée comme un exemple de communication et résolution de crise adéquats,.

### Risperdal
De nombreux patients âgés ont été sujets à de graves affections cardio-vasculaires, provoquant souvent des décès, à la suite de la prise de Risperdal (traitement contre la schizophrénie). En outre, de jeunes garçons ont développé une forte poitrine après s’être vus prescrit par des médecins ce médicament. D'après les enquêtes du journaliste d'investigation Steven Brill, Johnson & Johnson connaissait les conséquences que pouvaient entrainer le Risperdal chez les personnes âgées et les enfants, mais, en raison des bénéfices qu'il représentait (trois milliards de dollars par an environ), la compagnie a tout de même accentué les campagnes publicitaires réalisées par ses commerciaux en direction de ces catégories de personnes.

### Présence de produits cancérigènes dans les shampooings
Johnson & Johnson avait été mis en cause en 2009 par l'association Campaign for Safe Cosmetics d'utiliser deux molécules potentiellement cancérigènes, le quaternium-15 et le 1,4-dioxane, dans ses shampooings pour enfants.
Malgré la publication d'un rapport nommé « No More Toxic Tub » (Plus de produits toxiques) et l'envoi de lettres par l'association, l'entreprise est restée silencieuse. Ce n'est qu'après la publication d'un second rapport par l'association, en octobre 2011, que Johnson & Johnson s'est contrainte à annoncer qu'elle supprimerait les produits en question dans un délai de deux ans[réf. nécessaire].

### Dissimulation du risque de dépendance
En mai 2017, l’État de l'Ohio (États-Unis) porte plainte contre Johnson & Johnson et d'autres groupes pharmaceutiques pour dissimulation des risques de dépendance liés à la prise d'antidouleurs à base d'opiacés, au cœur d'une grave crise de santé publique. Selon la plainte, « ces producteurs de médicaments ont fait croire (...) que les opiacés n'étaient pas addictifs, que la dépendance était facile à surmonter ou qu'elle pouvait être traitée en prenant encore plus d'opiacés ». Le 26 août 2019, le tribunal a condamné j&j à verser 572 millions de dollars.
En juillet 2021, Johnson & Johnson accepte de payer 5 milliards sur neuf ans. Le laboratoire, avec d'autres distributeurs de médicaments, espère ainsi mettre fin à près de 4 000 actions intentées au civil par des dizaines d'États américains et collectivités locales, dans le cadre d'une proposition d'accord à l'amiable « historique ». Selon Le Figaro, « la crise américaine des opiacés, déclenchée par la promotion agressive de médicaments anti-douleur très addictifs tels que l'oxycodone dans les années 1990, a fait plus de 500 000 morts par overdose aux États-Unis en deux décennies. »

### Talc contenant de l'amiante
Le groupe Johnson & Johnson a commercialisé du talc qui, au moins entre 1971 et le début des années 2000, pouvait contenir de l'amiante. Les dirigeants de l'entreprise étaient au courant, mais ont délibérément choisi de ne pas divulguer cette information.
En juillet 2021, Johnson & Johnson envisagerait de mettre en place une procédure de faillite de certaines de ses activités liées au talc, pour contenir les frais importants liées aux nombreuses procédures judiciaires à ce sujet.

### Épidémie d'opioïdes
D'ici 2018, la société était embourbée dans l'épidémie d'opioïdes aux États-Unis et est devenue une cible de procès,. Plus de 500 affaires liées aux opioïdes ont été déposées en mai 2018 contre J&J et ses concurrents. En Idaho, J&J fait partie d'un procès accusant la société d'être en partie responsable des décès par surdose liés aux opioïdes. Le premier grand procès a commencé en Oklahoma en mai 2019. Le 26 août 2019, un juge de l'Oklahoma a ordonné à J&J de payer 572 millions de dollars pour leur part dans la crise des opioïdes. En octobre, J&J a payé 20,4 millions de dollars à deux comtés de l'Ohio luttant contre l'épidémie d'opioïdes. En janvier 2022, Johnson & Johnson a accepté de payer jusqu'à 5 milliards de dollars dans le cadre d'un règlement de 26 milliards de dollars qui comprenait McKesson, AmerisourceBergen, et Cardinal Health,. Si les états étaient allés en justice, les entreprises auraient pu faire face à jusqu'à 95 milliards de dollars de pénalités.

#### Accord dans le nord-est de l'Ohio
En octobre 2019, J&J a conclu un accord de 20,4 millions de dollars avec deux comtés de l'Ohio, évitant un procès sur leur rôle dans l'épidémie d'opioïdes aux États-Unis. L'accord, sans admission de responsabilité, comprend 10 millions de dollars en espèces, 5 millions pour les frais juridiques et 5,4 millions pour des ONG liées aux opioïdes.